# 신기역 (대구)
신기(신기한속내과)역(Singi station, 新基(新基한속內科)驛)은 대한민국 대구광역시 동구 안심로에 있는 대구 도시철도 1호선의 전철역이다.

## 특징
2020년 2월 1일 부역명 신기한속내과가 추가됐다. 이 역의 1번 출구로 나와 약 1.5km 걸어가면 대구연료산업단지가 나오지만, 전동차내 안내방송에선 언급하지 않는다. 신기동 아파트 단지에 역이 있으며, 인근에 안심종합사회복지관과 강동어르신행복센터가 있다. 대구 도시철도 3호선이 계획대로 연장개통될 경우 이 역은 1호선과 3호선의 환승역이 된다. 최근 이 역 주변에 아파트를 많이 개발하면서 이용률이 조금씩 증가하고 있으며, 현재 1, 2번 출구에 에스컬레이터가 설치돼 있다.

## 역명의 유래
새로 생긴 마을이라는 뜻에 따라 신기라고 하였다.

## 역사
- 1998년 5월 2일 : 대구 도시철도 1호선 개통과 함께 영업 개시
- 2017년 3월 18일 : 스크린도어 설치

## 역 구조
2면 2선의 상대식 승강장이 있는 지하 역이며, 승강장 벽면 색상은 파란색이다. 스크린도어가 설치되어 있다.

### 승강장
| 율하 ↑   |
| \| 상    |
| ↓ 반야월 |

| 상행 | ● 대구 도시철도 1호선 | 반월당·중앙로·설화명곡 방면 |
| 하행 | ● 대구 도시철도 1호선 | 반야월·각산·안심·하양 방면  |

- 승강장 번호는 없다.
- 대합실을 통해, 반대편 승강장으로 이동이 가능하다.

## 역 주변
| 나가는 곳 | 방면 |
| --------- | --- |
| 1         | 안심1동행정복지센터 대구율하초등학교 안심시민체육공원 한서신혼아파트 신기중학교                                                              |
| 2         | 안심사회복지관 안심주공아파트 1. 3. 4 단지 율하뜨란채 율하휴먼시아7·8·9·10·11단지 율원초등학교 새마을금고 반야월 신율지점 동구구립안심도서관 |
| 3         | 신기동 |
| 4         | 안심화성타운 천일맨션 목련시장 모란2.3차 아파트                                                                                              |

## 승차량 변동
| 노선  | 승차 인원 | 승차 인원 | 승차 인원 | 승차 인원 | 승차 인원 | 승차 인원 | 승차 인원 | 승차 인원 | 승차 인원 | 승차 인원 | 주석  |
| 노선  | 1997년    | 1998년    | 1999년    | 2000년    | 2001년    | 2002년    | 2003년    | 2004년    | 2005년    | 2006년    | 주석  |
| ----- | --------- | --------- | --------- | --------- | --------- | --------- | --------- | --------- | --------- | --------- | ----- |
| 1호선 | 미개통    | 2,552     | 3,906     | 미공개    | 3,751     | 3,783     | 2,551     | 3,688     | 3,655     | 3,845     | [ 1 ] |
| 노선  | 2007년    | 2008년    | 2009년    | 2010년    | 2011년    | 2012년    | 2013년    | 2014년    | 2015년    | 2016년    |       |
| 1호선 | 3,640     | 3,679     | 3,797     | 4,153     | 4,552     | 4,516     | 4,467     | 4,440     | 4,299     | 4,295     | [ 1 ] |
| 노선  | 2017년    | 2018년    | 2019년    | 2020년    | 2021년    |           |           |           |           |           |       |
| 1호선 |           |           |           |           |           |           |           |           |           |           |       |

## 인접한 역
| 대구 도시철도 1호선    | 대구 도시철도 1호선   | 대구 도시철도 1호선  |
| ---------------------- | --------------------- | -------------------- |
| 142 율하 설화명곡 방면 | ● 대구 도시철도 1호선 | 144 반야월 하양 방면 |